# Rainer Kling
| 189398 Soemmerring   | 7 maggio 2008     |
| 192220 Oicles        | 14 settembre 2007 |
| 204852 Frankfurt     | 15 settembre 2007 |
| 204873 FAIR          | 17 settembre 2007 |
| 207687 Senckenberg   | 12 settembre 2007 |
| 207763 Oberursel     | 6 ottobre 2007    |
| 216390 Binnig        | 14 febbraio 2008  |
| 224831 Neeffisis     | 27 novembre 2006  |
| 251595 Rudolfböttger | 20 aprile 2009    |
| 256813 Marburg       | 11 febbraio 2008  |
| 274928 von Weinberg  | 26 settembre 2009 |
| 281140 Trier         | 16 febbraio 2007  |
| 283142 Weena         | 29 dicembre 2008  |
| 330856 Ernsthelene   | 20 agosto 2009    |
| 378214 Sauron        | 14 gennaio 2007   |

Rainer Kling (1952) è un astronomo amatoriale tedesco.
Il Minor Planet Center gli accredita la scoperta di sessantasette asteroidi, effettuate tra il 2006 e il 2010, in parte in collaborazione con Stefan Karge, Erwin Schwab e Ute Zimmer.
Gli è stato dedicato l'asteroide 185639 Rainerkling.